# サード長嶋
サード長嶋（サード ながしま、本名：長嶋 猛（ながしま たけし）、1966年7月25日 - ）は、日本の俳優。シンクバンクに所属していた。劇団「座・劇団BAY」の主宰者でもある。身長183cm・体重83kg。血液型はB型。

## 来歴・人物
- 堀越高等学校出身で同校の硬式野球部に所属していた。高校時代のあだ名は「ひらめ」。
- 社会人野球の東芝府中在籍中に、高校時代の野球部の同期であった水島新太郎からの誘いで太田プロに所属し、『おぼっちゃま』というアイドル志向のコンビを組み、3枚のシングルをリリースした。しかし、1年程度でオフィス北野設立時にそちらに移籍しコンビは自然消滅した。
- 1986年に起こったフライデー襲撃事件のメンバーの一人であり、水島はまだ19歳で未成年であったため「少年A」と報道されたが、長嶋は20歳になっていたため実名で報道された。その後も、たけし軍団に残り「スーパージョッキー」では大阪百万円と共に企画を進められるなどしたが、先輩でもあるダンカンに理不尽な暴力を受けるなどし、嫌気が差したためたけし軍団を離脱（詳細は、大阪百万円の項を参照）。
- その後、漫画『どくだみ荘』が映画化した際、主人公に抜擢されてから役者に開眼。自ら劇団を主宰し、現在も地道な役者活動を行っており、Vシネマ等にも出演している。
- 名前の由来は師匠であるビートたけしが敬愛する永遠のミスタージャイアンツ・長嶋茂雄読売巨人軍終身名誉監督から。
- 趣味は野球のほかにタップダンス、乗馬、ビーチバレーなど。

## 主な出演作品

### 舞台
- 五星公演Vol1〜7 （東京博品館劇場・ビブランカシアター）
- BAY講演Vol1〜10（新宿文化センター・明石スタジオ）
- ミュージカル「ザ・シンキング」（天王洲アートスフィア）
- ミュージカル「大いなる航海」（横浜アリーナ）
- 「新・四谷怪談」（池袋芸術劇場）
- 「花の惑星」（大阪府主催）
- 戦後50周年記念作品「ビルマの竪琴」（沖縄・大阪・京都・名古屋・東京新宿文化センター）
- 「他人のフリン見て」
- 「墓掘りたちのハムレット」（東京博品館劇場・大阪ギャラクシーホール）
- 「シュンちゃん」（シアターアプル）

### テレビドラマ
- 同級生は13歳（1987年、フジテレビ） - 冬彦の級友 役
- ヨーシいくぞ!（1987年 - 1988年、TBS） - 堀辰雄 役
- NHK大河ドラマ「太平記」（1991年、NHK）- 魚売り 役
- 月曜・女のサスペンス（テレビ東京）
  - 「熱海・大島 死の航路」（1991年4月29日）
  - 「通勤新幹線替え玉殺人事件」（1992年4月27日）- 会社員 役
- 火曜サスペンス劇場（日本テレビ）
  - 「森村誠一・音」（1992年5月19日）
  - 「九門法律相談所6 浪費された愛」（1996年11月26日）
- 真夏の刑事 第15話「もてあそばれた愛・復讐のミツグ君!」（1992年8月9日、テレビ朝日）
- 土曜ワイド劇場「私を信じて!嵐の夜少女は本当に連続殺人を犯したのか?」（1997年12月13日、テレビ朝日）
- プリズンホテル 第1話「極道温泉ヤクザだョ全員集合!?」（1999年、テレビ朝日）
- 女と愛とミステリー（テレビ東京） 
  - 「嘱託刑事・小山田昭平『旅路の果て』」（2001年10月3日） - 坂下刑事 役
  - 「黄金の犬」（2001年10月17日）

### 映画
- 独身アパートどくだみ荘（1988年、松竹）- 主演・堀ヨシオ 役
- スキンレスナイト（1991年、イースタッフユニオン） - 宮内明男 役
- オールナイトロング（1992年、大映）- 通り魔 役
- 昭和歌謡大全集（2003年、シネカノン）

### Vシネマ
- 静かなるドンシリーズ - 長嶋 役 （2〜6・MOVIE・11〜12作に出演）
- 平成恋愛大図鑑 土下座物語（1991年）
- どチンピラ3（1993年）
- ぴんくギャル（1996年）
- 本気!7 激突編（1997年）
- 新任女教師 狂った果実（1999年） - 太田 役
- 仁義29 極道死体強奪（2001年）

### バラエティ番組
- ビートたけしのスポーツ大将（テレビ朝日系）
- 痛快なりゆき番組 風雲!たけし城（TBS系）
- 天才・たけしの元気が出るテレビ!!（日本テレビ系）
- OH!たけし（日本テレビ系）
- スーパーJOCKEY（日本テレビ系）

### 情報・ワイドショー
- モーニングEye（TBS系）
- どうーなってるの?!（フジテレビ系）
- オフレコ!（TBS系）

### CM
- 明治製菓「ラッキー」「カラムーチョ」
- サンケイスポーツ「週刊ギャロップ」
- スカパー!（消える魔球編）

## ディスコグラフィ
シングル
1. お母さま (おぼっちゃま名義、ビクター) 明治製菓「ジャガ辛一番」CMソング
2. カッとび、倶楽部 / ダーティーヒーロー (おぼっちゃま名義、ビクター)
3. お嬢さま / おぼっちゃま (おぼっちゃま名義、ビクター)
4. 風雲!たけし城音頭(おぼっちゃまwithたけし軍団名義、ビクター)